# پردراگ جورجویچ
پردراگ جورجویچ (سیریلیک صربی: Предраг Ђорђевић؛ زادهٔ ۴ اوت ۱۹۷۲) بازیکن فوتبال پیشین اهل صربستان است.